# Древняя история Камбоджи
Доисторическая Камбоджа исследована достаточно бедно. Самым известным ранним поселением людей в Камбодже является пещера Лаанг Спин, которая располагалась на северо-западной части страны. Первые люди в этой пещере жили приблизительно 7000 до н. э. Кроме того, немаловажную роль играла и пещера Сэмрон Сен, где селились люди приблизительно в 500—230 гг. до н. э. Со 2-го тысячелетия до н. э. камбоджийцы начали приручать животных и выращивать рис. Приблизительно в 600 г. до н. э. камбоджийцы начали изготавливать железные орудия труда. Начиная с 100 года до н. э. были в зависимости от Индии.
Археологические раскопки свидетельствуют, что в некоторые части современной Камбоджи были обитаемы во 2—1 тысячелетии до н. э., где жили представители неолитической культуры, которые, вероятней всего, мигрировали с Юго-Восточного Китая и Индокитайского полуострова. С 1 века нашей эры жители начали объединяться в стабильные племена, которые значительно превосходили в культуре и техническим навыкам представителей первобытной стадии культуры. Наиболее продвинутые в технологическом отношении общности людей проживали около побережья, а также ниже долины реки Меконг, где они культивировали рис и разводили домашних животных. Некоторые историки считают, что эти люди представляют собой современных тайцев и лаоссцев. Эти люди могут быть австроазиатского происхождения и являться предками общностей людей, которые в настоящее время населяют островную часть Юго-Восточной Азии и многие из островов Тихого океана. Они обрабатывали металлы, в том числе железо и бронзу и были довольно продвинутыми в области навигации. Современные археологические находки, однако, указывают на то, что ранее существовавшие каменные изготовления в середине реки Меконг являются результатом доисторического перемещения речных жителей и не может указывать на ранние технологии. Последние исследования показали, что некоторые раскопки относятся к эпохе неолита.

## Мифология
Согласно легенде, Камбоджа была основана путём брака индийского брахмана по имени Каундинья с принцессой Нага, чей отец управлял затонувшими островами Камбуджи. Однажды принцесса увидела брахмана на лодке и пошла с ним поговорить, но была застрелена одной из его магических стрел, которые заставили её в него влюбиться. В качестве приданого её отец выпил воду, которая данную землю, а также дал и ей этой воды. Нага является известным персонажем азиатской мифологии, прежде всего индийской. Камбоджийцы сегодня по-прежнему говорят, что они «рождены от Наги».